# Исторически факултет (Софийски университет)
Историческият факултет е един от 16-те факултета на Софийския университет.

## История
Четенията по история в Софийския университет започват още със създаването му през 1888 г. като висш педагогически курс към Първа мъжка софийска гимназия. От 1904 г., когато Висшето училище в София се преименува в Университет, специалността История се изучава в Историко-филологическия факултет. През 1951 г. с преструктуриране на университета е обособен Философско-исторически факултет с три основни катедри – История, Философия и Педагогика. През 1972 г. Историческият факултет се отделя като самостоятелно звено.
Софийският университет е главното и почти единствено средище за изучаване, преподаване и разпространение на исторически знания в страната до средата на ХХ век. Преподаватели в него са били изтъкнати представители на няколко поколения български историци.

## Задачи и цели
Основната задача на Историческия факултет в рамките на университетската общност е подготовката на специалисти по история: учители и научни работници, преподаватели в хуманитарни висши училища или специалисти в разностранните области на националната култура. Научните традиции на факултета са свързани преди всичко с детайлното проучване на българската национална история във всичките ѝ периоди и аспекти. Поради характера на учебния процес във факултета се изучава и изследва и най-важното от балканската и световната история и специалните исторически дисциплини. Специалистите по тези проблеми са обособени в отделни катедри. Известни световни учени и центрове по история сътрудничат за протичането на научноизследователската дейност във факултета.
С откриването на новите специалности Археология и Етнология факултетът си постави за цел и подготовката на специализирани кадри в съответните научни направления. Поради относително ограничения си научно-преподавателски потенциал двете специализирани катедри по археология и етнология в рамките на Историческия факултет провеждат учебната си и научноизследователска дейност в тясно сътрудничество със съответните научни институти на БАН.

## Деканско ръководство
- Декан: проф. д-р Мира Маркова[1]
- Заместник-декан (ОКС „магистър“, ОНС „доктор“, СДК): проф. д-р Ивайла Попова[1]
- Заместник-декан (ОКС „бакалавър“, акредитационни процедури, научно-изследователска дейност): доц. д-р Милена Петкова[1]
- Заместник-декан (Международна, проектна и издателска дейностт): доц. д-р Алексей Кальонски[1]

| Декан                                         | Встъпил в длъжност                            | Напуснал длъжност                             |
| Историко-филологически факултет (1894 – 1951) | Историко-филологически факултет (1894 – 1951) | Историко-филологически факултет (1894 – 1951) |
| --------------------------------------------- | --------------------------------------------- | --------------------------------------------- |
| Проф. д-р Беньо Цонев                         | 1897                                          | 1898                                          |
| Проф. д-р Димитър Агура                       | 1898                                          | 1899                                          |
| Проф. д-р Александър Теодоров-Балан           | 1899                                          | 1900                                          |
| Проф. д-р Иван Георгов                        | 1900                                          | 1901                                          |
|                                               |                                               |                                               |
| Проф. д-р Любомир Милетич                     | 1903                                          | 1904                                          |
| Проф. д-р Александър Теодоров-Балан           | 1904                                          | 1905                                          |
| Проф. д-р Беньо Цонев                         | 1905                                          | 1906                                          |
| Проф. д-р Васил Златарски                     | 1906                                          | 1907                                          |
| Проф. д-р Димитър Агура                       | 1907                                          | 1908                                          |
| Проф. д-р Иван Георгов                        | 1908                                          | 1909                                          |
| Проф. д-р Беньо Цонев                         | 1909                                          | 1910                                          |
| Проф. д-р Анастас Иширков                     | 1910                                          | 1911                                          |
| Проф. д-р Петър Нойков                        | 1911                                          | 1912                                          |
| Проф. д-р Беньо Цонев                         | 1912                                          | 1913                                          |
|                                               |                                               |                                               |
| Проф. д-р Петър Нойков                        | 1914                                          | 1915                                          |
|                                               |                                               |                                               |
| Проф. д-р Беньо Цонев                         | 1916                                          | 1917                                          |
| Проф. д-р Гаврил Кацаров                      | 1917                                          | 1918                                          |
| Проф. д-р Анастас Иширков                     | 1918                                          | 1919                                          |
| Проф. д-р Васил Златарски                     | 1919                                          | 1920                                          |
| Проф. д-р Анастас Иширков                     | 1920                                          | 1921                                          |
| Проф. д-р Михаил Арнаудов                     | 1921                                          | 1922                                          |
|                                               |                                               |                                               |
| Проф. д-р Богдан Филов                        | 1924                                          | 1925                                          |
|                                               |                                               |                                               |
| Проф. д-р Димитър Кацаров                     | 1928                                          | 1929                                          |
| Проф. д-р Иван Саръилиев                      | 1930                                          | 1931                                          |
| Проф. д-р Петър Ников                         | 1931                                          | 1932                                          |
| Проф. д-р Константин Гълъбов                  | 1933                                          | 1936                                          |
| Проф. д-р Петър Мутафчиев                     | 1936                                          | 1937                                          |
| Проф. д-р Петър Ников                         | 1937                                          | 1938                                          |
| Проф. д-р Димитър Кацаров                     | 1938                                          | 1939                                          |
| Проф. д-р Иван Саръилиев                      | 1940                                          | 1941                                          |
|                                               |                                               |                                               |
| Проф. д-р Иван Саръилиев                      | 1945                                          | 1946                                          |
| Проф. д-р Владимир Георгиев                   | 1947                                          | 1948                                          |
| Доц. Христо Гандев                            | 1948                                          | 1951                                          |
| Философско-исторически факултет (1951 – 1972) |                                               |                                               |
| Доц. Ангел Бънков                             | 1951                                          | 1954                                          |
|                                               |                                               |                                               |
| Доц. д-р Жечо Атанасов                        | 1957                                          | 1960                                          |
| Проф. д-р Димитър Ангелов                     | 1960                                          | 1963                                          |
| Доц. д-р Аспарух Аврамов                      | 1964                                          | 1968                                          |
| Проф. д-р Димитър Ангелов                     | 1968                                          | 1970                                          |
| Доц. д-р Стойко Колев                         | 1970                                          | 1972                                          |
| Исторически факултет (1972 – досега)          |                                               |                                               |
| Доц. д-р Стойко Колев                         | 1972                                          | 1976                                          |
| Проф. д-р Николай Генчев                      | 1976                                          | 1984                                          |
| Проф. д-р Георги Наумов                       | 1984                                          | 1987                                          |
| Доц. д-р Христина Мирчева                     | 1987                                          | 1989                                          |
| Доц. д-р Людмил Гетов                         | 1989                                          | 1993                                          |
| Проф. д-р Георги Бакалов                      | 1993                                          | 1999                                          |
| Доц. д-р Петър Делев                          | 1999                                          | 2003                                          |
| Проф. д-р Иван Илчев                          | 2003                                          | 2007                                          |
| Проф. д-р Пламен Митев                        | 2007                                          | 2015                                          |
| Доц. д-р Тодор Попнеделев                     | 2015                                          | 2019                                          |
| проф. д-р Мира Маркова                        | 2019                                          | досега                                        |

## Катедри
- История на България
- Стара история, тракология и средновековна история
- Нова и съвременна история
- История на Византия и Балканските народи
- Археология (основана 1920)
- Етнология
- Архивистика и помощни исторически дисциплини

## Обучение

### Бакалавърска степен[2]
- Архивистика и документалистика
- Археология
- Етнология
- История
- История и география
- История и геополитика на Балканите
- История и философия
- История и чужд език
- Хебраистика

### Магистърска степен[3]
Специалност "Архивистика и документалистика"
- Документални и архивни ресурси

Специалност "Археология"
- Археология
- Археометрия (Съвместна програма с Факултета по химия и фармация, Биологическия факултет, Геолого-географския факултет)

Специалност "Етнология"
- Етнология и културна антропология
- Културен туризъм (Съвместна програма с Геолого-географски факултет)

Специалност "История"
- Античност и средновековие
- Българското средновековие: държава, общество и култура
- Възраждане и памет
- Модерна България: държава и общество (края на ХІХ – началото на ХХІ век)
- Османската империя и българите: история и наследство
- Дипломация и разузнаване на Балканите
- Кризи, конфликти и дипломация в световната политика
- История и съвременност на Русия, Източна Азия и Евразия
- Израел: история и геополитика

Специалност "История и география", "История и философия", "История и чужд език"
- Образованието по история в средното училище
- Педагогика на обучението по география и история (Съвместна програма с Геолого-географски факултет)

Магистърски програми на английски език
- Digital Humanities
- Regional dimensions of Global Tendencies – China, East and South-East Europe, 19-21st сenturies
- The Ottoman Empire and the Bulgarians: History and Heritage
- Israel: History and Geopolitics

Общофакултетни магистърски програми
- Музеология
- Обучението по гражданско и интеркултурно образование в средното училище